# Звонкий лабиовелярный взрывной
Звонкий лабиовелярный взрывной — согласный звук, встречающийся в некоторых языках. В этом звуке [g] и [b] произносятся одновременно. МФА передаёт этот звук символом ɡ͡b, что эквивалентно gb в X-SAMPA. Его глухой вариант — глухой лабиовелярный взрывной, [k͡p].
Звонкий лабиовелярный взрывной часто встречается в нигеро-конголезских языках, например, в игбо (в само́м названии, [iɡ͡boː]) или в Бете, например, в фамилии Лорана Гбагбо (которая произносится, как [ɡ͡baɡ͡bo]), бывшего президента Кот-д’Ивуара.

## Примеры
| Язык          | Слово   | МФА       | Значения     | Замечания |
| ------------- | ------- | --------- | ------------ | --------- |
| Дьюла (язык)  | gba     | [ɡ͡bɑ]     | 'скамейка'   |           |
| Эга (язык)    | [ɡ͡bá]   | [ɡ͡bá]     | 'конец'      |           |
| Эве (язык)    | Èʋegbe  | [èβeɡ͡be]  | 'Эве (язык)' |           |
| Игбо (язык)   | Igbo    | [iɡ͡boː]   | 'Игбо'       |           |
| Калабари      | ágbá    | [áɡ͡bá]    | 'краска'     |           |
| Кисси (язык)  | gbɛŋgbo | [ɡ͡bɛŋɡ͡bɔ] | 'табуретка'  |           |
| Йоруба (язык) | gbogbo  | [ɡ͡boɡ͡bo]  | 'всё'        |           |